# Jerzy Kołaczkowski
Jerzy Kołaczkowski (ur. 23 września 1907 w Złoczowie, zm. 19 grudnia 1995 w Warszawie) – polski dyrygent, kompozytor, publicysta muzyczny.

## Życiorys

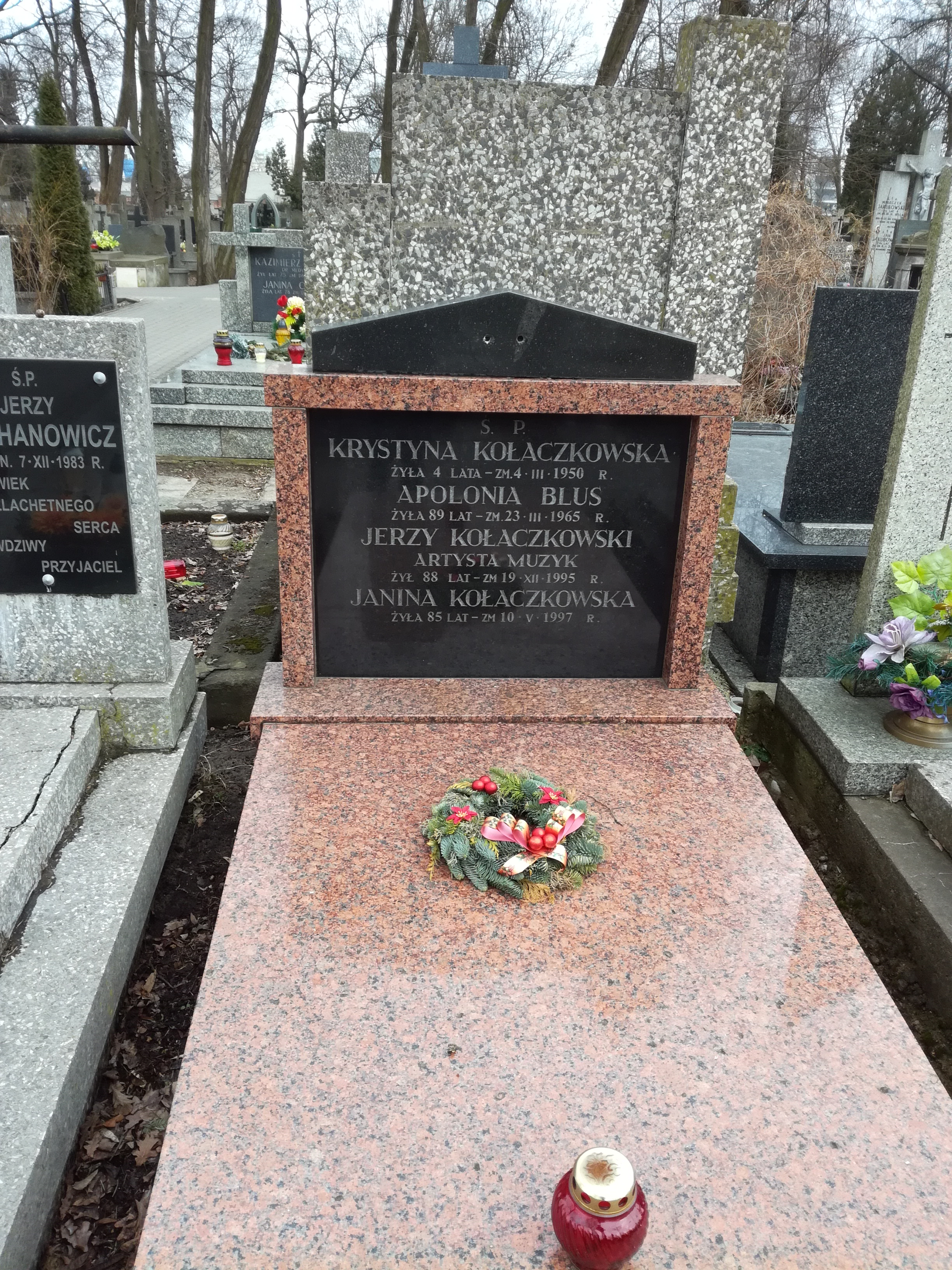
Grób Jerzego Kołaczkowskiego na cmentarzu Bródnowskim

Syn Eugeniusza. Przed II wojną mieszkał we Lwowie, gdzie ukończył studia muzyczne w Konserwatorium Towarzystwa Muzycznego. Jego nauczycielem był m.in. kompozytor i dyrygent Adam Sołtys. Znakomity muzyk i równie dobry organizator prowadził we Lwowie chóry i orkiestry amatorskie i wojskowe. Na początku lat 30. Kołaczkowski dyrygował np. Orkiestrą Symfoniczną Filharmonii Lwowskiej. Od 1933 do wybuchu wojny piastował funkcje kierownika artystycznego i dyrygenta Polskiego Towarzystwa Śpiewaczego Echo-Macierz we Lwowie. Był też kierownikiem muzycznym Rozgłośni Lwowskiej Polskiego Radia. 
Po wybuchu II wojny światowej był internowany na Węgrzech w obozie dla internowanych w Nagykanizsa. Potem znalazł się na Zachodzie. Już w 1940 założył i prowadził na terenie Wielkiej Brytanii Chór Polskich Sił Zbrojnych na Zachodzie (The Polish Army Choir), który często dawał koncerty dla uchodźców przebywających w tymczasowych obozach czy też pacjentów szpitali wojskowych. Występy chóru zostały też utrwalone na nagraniach dla wydawnictwa His Master's Voice. W 1945 Kołaczkowski dyrygował podczas nagrań zespołem London Philharmonic Orchestra.
W 1946 Kołaczkowski powrócił do Polski, gdzie ponownie organizował i prowadził różne zespoły muzyczne. W 1946 został dyrygentem chóru i orkiestry Polskiego Radia i kierował tymi zespołami ponad 25 lat (do 1972). Od 1958 do 1975, był też dyrygentem i dyrektorem artystycznym Chóru Męskiego Towarzystwa Śpiewaczego „Harfa” w Warszawie, z którym koncertował w wielu krajach Europy. Mieszkał w Warszawie
przy ulicy Wilczej 11, w domu przydzielonym dla pracowników Polskiego Radia, w którym mieszkali m.in. Władysław Szpilman czy Jerzy Wasowski. 
Odpowiadał za przygotowanie wokalne artystów biorących udział w Dziadach Kazimierza Dejmka wystawionych w listopadzie 1967 w Teatrze Narodowym w Warszawie. W 1972 w Teatrze Wielkim w Warszawie kierował chórem podczas reżyserowanego przez Jana Świderskiego „Borysa Godunowa”. Wiele też pisał o muzyce, od 1962 był redaktorem „Życia Muzycznego”. Kiedy w 1992 powołano Kolekcję Leopolis (zbiór pamiątek i materiałów dotyczących przeszłości polskiego Lwowa), Kołaczkowski został jednym z członków Rady mającej współpracować z dyrekcją Muzeum Niepodległości w Warszawie w sprawach Kolekcji.
Jako kompozytor był autorem wielu pieśni chóralnych (między innymi do znanego wiersza Antoniego Słonimskiego – „Alarm dla Miasta Warszawy”), opracował też kilkadziesiąt polskich pieśni patriotycznych oraz ludowych. Wiele tych utworów zostało zarejestrowanych na płytach Polskich Nagrań.
Pochowany na cmentarzu Bródnowskim w Warszawie (kwatera 12B-6-31).

## Dyskografia (wybór)

### LP
- LP Music of Poland. Chór i Orkiestra zespołu Mazowsze dyr.: Tadeusz Sygietyński Seven Polish Folk Songs / Orkiestra PR w Warszawie dyr.: Jerzy Kołaczkowski Andrzej Panufnik Suite of Ancient Polish Airs and Dances [Vanguard VRS-6001]
- LP 12" Marsze i tańce polskie (Orkiestra Dęta Muzyków Filharmonii Narodowej i Teatru Wielkiego w Warszawie dyr.: Jerzy Kołaczkowski) [Veriton SXV 712]
- LP 12"  Liszt - Requiem (Chór Męski Towarzystwa Śpiewaczego Harfa, Orkiestra Symfoniczna Filharmonii Narodowej dyr.: Jerzy Kołaczkowski) [Veriton SXV 751]
- LP 10" Od Tatr do Bałtyku - Polskie melodie ludowe (Zespół Ludowy Polskiego Radia dyr.: Jerzy Kołaczkowski) [PN Muza L 0026]
- LP 10" Zygmunt Noskowski - Cztery pory roku (Chór Żeński i Orkiestra Filharmonii Narodowej dyr.: Jerzy Kołaczkowski) [PN Muza L 0398, PN Muza L 0399] 1962 r.
- LP 10" Od Tatr do Bałtyku - Polskie melodie ludowe (Zespół Ludowy Polskiego Radia dyr.: Jerzy Kołaczkowski) [PN L 0028]
- LP 12" W dzień Bożego Narodzenia soliści i Chór dyr.: Jerzy Kołaczkowski [PN Muza SX 0398]

### EP (minialbumy)
- Folklore F 007 Folk Music from Poland Polish Radio Folk Ensamble cond.: Jerzy Kołaczkowski
- Muza NP 11 Folk Music from Poland Zespół Ludowy PR dyr.: Jerzy Kołaczkowski
- Veriton 228 Zespół Ludowy PR dyr.: Jerzy Kołaczkowski
- Veriton 229 Polska muzyka ludowa (Pomorze, Warmia i Mazury) Zespół Ludowy PR dyr.: Jerzy Kołaczkowski
- Veriton 230 Polska muzyka ludowa (Kujawy, od Ostrowia do Krzesewa) Zespół Ludowy PR dyr.: Jerzy Kołaczkowski
- Veriton 231 Polska muzyka ludowa (Mazowsze, Kurpie) Zespół Ludowy PR dyr.: Jerzy Kołaczkowski
- Veriton 232 Polska muzyka ludowa (lubelskie, sandomierskie) Zespół Ludowy PR dyr.: Jerzy Kołaczkowski
- Veriton 233 Polska muzyka ludowa (Podhale, krakowskie) Zespół Ludowy PR dyr.: Jerzy Kołaczkowski
- Veriton 234 Polska muzyka ludowa (kieleckie, Śląsk) Zespół Ludowy PR dyr.: Jerzy Kołaczkowski
- Veriton 331 Marsze polskie / Mazowieckie melodie ludowe Zespół Instrumentalny Muzyków Filharmonii Narodowej dyr.: Jerzy Kołaczkowski
- Veriton V 340 Zdobywczym krokiem Orkiestra Dęta Muzyków Filharmonii Narodowej i Teatru Wielkiego dyr.: Jerzy Kołaczkowski
- Veriton V 342 Walczyki warszawskie i marsze Orkiestra Dęta Filharmonii Narodowej w Warszawie dyr.: Jerzy Kołaczkowski
- Muza Z-SS 0598 Delegatom na VII Kongres ZSL Chór Męski i Orkiestra PR dyr.: Jerzy Kołaczkowski

### single 78 obr./min.
- Muza 1158 Chór i Orkiestra PR dyr.: Jerzy Kołaczkowski Międzynarodówka / Czerwony sztandar
- Muza 1159 Chór i Orkiestra PR dyr.: Jerzy Kołaczkowski Na barykady / Warszawianka 1905
- Muza 1160 Chór i Orkiestra PR dyr.: Jerzy Kołaczkowski Powstanie narodu / Mazur kajdaniarski
- Muza 1161 Chór i Orkiestra PR dyr.: Jerzy Kołaczkowski Młodość / Pieśń brygady
- Muza 1162 Chór i Orkiestra PR dyr.: Jerzy Kołaczkowski Budujemy polską wieś / Ludzie walki i pracy
- Muza 1196 Chór i Orkiestra PR dyr.: Jerzy Kołaczkowski Gdy naród do boju / Pieśń pracy
- Muza 1223 Chór i Orkiestra PR dyr.: Jerzy Kołaczkowski Zwycięski powstał lud / Most Poniatowskiego
- Muza 1224 Chór i Orkiestra PR dyr.: Jerzy Kołaczkowski Marsz pogrzebowy / Śmiało towarzysze
- Muza 1225 Chór i Orkiestra PR dyr.: Jerzy Kołaczkowski Pieśni rewolucyjne
- Muza 1226 Chór i Orkiestra PR dyr.: Jerzy Kołaczkowski Pieśni rewolucyjne
- Muza 1227 Chór i Orkiestra PR dyr.: Jerzy Kołaczkowski Serce generała / Pieśń młodzieży
- Muza 1228 Chór i Orkiestra PR dyr.: Jerzy Kołaczkowski Nie bój się Magdalenko; Pieśń piaskarzy / Pieśń o tym ja niosę światu
- Muza 2579 Zespół Ludowy PR dyr.: Jerzy Kołaczkowski Hej tam hej; Pastereczka / Jesiotr; W ogrodzie

## Odznaczenie
- Krzyż Kawalerski Orderu Odrodzenia Polski (1954)[2]